# Mil (helikopter)
Mil är en av världens största helikoptertillverkare. Företaget finns i Ryssland och var en stor inkomstkälla för Sovjetunionen. En del av deras helikoptrar har tillverkats på licens i Polen.
Helikoptrar som Mil tillverkat:
- Mil-1, flög för första gången 1949.
- Mil-2
- Mil-4
- Mil-6
- Mil-8
- Mil-10
- VS-12 även kallad Mil-12
- Mil-14
- Mil-17
- Mil-18
- Mil-26
- Mil-38